# Здравко Манолов
Вижте пояснителната страница за други личности с името Здравко Манолов.
Здравко Христов Манолов е български композитор и музикален педагог, професор. Син е на композитора Христо Манолов и е внук на композитора и диригент Емануил Манолов.

## Биография
Роден е в Пловдив на 5 август 1925 г. Завършва Държавната музикална академия, специалност композиция при Парашкев Хаджиев, през 1952 г. От 1952 г. е асистент по полифония. От 1968 г. е композитор на мъжки хор „София“. През 1970 г. е избран за професор. От 1972 г. преподава и във Висшия музикално-педагогически институт. През 1978 г. завежда катедрата по теория на музиката в Българската държавна консерватория, а през 1979 г. е заместник-ректор. Почива на 25 септември 1983 г. в Ню Йорк по време на концертно турне.

## Творчество
Здравко Манолов пише произведения за симфоничен и духов оркестър, камерно-инструментални творби., сюити за камерен оркестър, хорови песни. Обработва народни песни. Автор е на песните за мъжки хор „Тъпан бие“ и „Дилмано, Дилберо“. През 1960 г. е издадено теоретичното му изследване „Теория и употреба на аугментацията в полифонията“.